# Kazakstan i olympiska vinterspelen 2002
Kazakstan deltog i olympiska vinterspelen 2002. Kazakstans trupp bestod av 50 idrottare varav 30 var män och 20 var kvinnor. Den äldsta idrottaren i Kazakstans trupp var Andrej Nevzorov (36 år, 43 dagar) och den yngsta var Jekaterina Maltseva (16 år, 319 dagar).

## Resultat

### Alpin skidåkning
- Storslalom herrar
  - Danil Anisimov - 53
- Slalom herrar
  - Danil Anisimov - ?
- Storslalom damer
  - Olesja Persidskaya - ?
- Slalom damer
  - Olesja Persidskaya - 34

### Skidskytte
- 10 km sprint herrar
  - Dmitri Pantov - 79
- 20 km herrar
  - Dmitri Pantov - 49
- 7,5 km sprint damer
  - Jelena Dubok - 62
- 10 km damer
  - Jelena Dubok - 30
- 15 km damer
  - Jelena Dubok - 60

### Längdskidåkning
- Sprint herrar
  - Nikolaj Tjebotko - 33
  - Denis Krivushkin - 42
  - Vladimir Bortsov - 49
  - Maksim Odnodvortsev - 50
- 15 km herrar
  - Andrej Golovko - 18
  - Denis Krivushkin - 37
  - Pavel Ryabinin - 42
  - Igor Zubrilin - 44
- 30 km herrar
  - Andrej Nevzorov - 18
  - Nikolaj Tjebotko - 22
  - Maksim Odnodvortsev - 37
  - Vladimir Bortsov - 46
- 50 km herrar
  - Andrej Nevzorov - 13
  - Andrej Golovko - 23
  - Maksim Odnodvortsev - 34
  - Igor Zubrilin - 35
- 10+10 km herrar
  - Andrej Nevzorov - 15
  - Andrej Golovko - 21
  - Nikolaj Tjebotko - 39
  - Denis Krivushkin - 48
- 4x10 km stafett herrar
  - Andrej Golovko, Pavel Ryabinin, Nikolaj Tjebotko och Andrej Nevzorov - 14
- Sprint damer
  - Nataliya Isachenko - 51
  - Dariya Starostina - 53
- 10 km damer
  - Svetlana Shishkina-Malakhova - 21
  - Oksana Yatskaya - 24
  - Jelena Volodina-Antonova - 29
  - Svetlana Deshevykh - 33
- 10 km damer
  - Oksana Yatskaya - 25
  - Svetlana Shishkina-Malakhova - 33
  - Dariya Starostina - 45
  - Nataliya Isachenko - 49
- 30 km damer
  - Svetlana Shishkina-Malakhova - 16
  - Oksana Yatskaya - 17
  - Jelena Volodina-Antonova - 32
  - Svetlana Deshevykh - 37
- 5+5 km damer
  - Oksana Yatskaya - 15
  - Svetlana Shishkina-Malakhova - 24
  - Svetlana Deshevykh - 43
  - Jelena Volodina-Antonova - 47
- 4x5 km stafett
  - Svetlana Deshevykh, Jelena Volodina-Antonova, Oksana Yatskaya och Svetlana Shishkina-Malakhova - 11

### Freestyle
- Puckelpist herrar
  - Aleksej Bannikov - 24

### Ishockey
- Damernas turnering
  - Viktoriya Adyeva, Ljubov Alekseyeva, Antonida Asonova, Dinara Dikambayeva, Tatjana Khlyzova, Olga Konysheva, Olga Kryukova, Nadezhda Loseva, Svetlana Maltseva, Jekaterina Maltseva, Olga Potapova, Viktoriya Sazonova, Jelena Shtelmayster, Juliya Solovyeva, Oksana Taykevich, Nataliya Trunova, Ljubov Vafina, Svetlana Vasina och Nataliya Yakovchuk - 8 (sist)

### Backhoppning
- Lilla backen
  - Stanislav Filimonov - 32
  - Maksim Polunin - 38
  - Pavel Gayduk - 44T
  - Aleksandr Korobov - 48
- Stora Backen
  - Stanislav Filimonov - 30
  - Maksim Polunin - 48
  - Pavel Gayduk - 38 q
  - Aleksandr Korobov - 46 q
- Lag stora backen
  - Maksim Polunin, Stanislav Filimonov, Aleksandr Korobov och Pavel Gayduk - 13

### Skridsko
- 1 000 m herrar
  - Sergej Tsybenko - 27
- 1 500 m herrar
  - Sergej Tsybenko - 16
  - Radik Bikchentayev - 19
  - Nikolaj Uliyanin - 36
  - Vladimir Kostin - 39
- 5 000 m herrar
  - Radik Bikchentayev - 19
  - Sergej Ilyushchenko - 29
  - Vladimir Kostin - 31
- 1 000 m damer
  - Ljudmila Prokasheva - 28
- 1 500 m damer
  - Anzhelika Gavrilova - 32
  - Marina Pupina - 37
- 3 000 m damer
  - Ljudmila Prokasheva - 16
  - Marina Pupina - 27
  - Anzhelika Gavrilova - 28
- 5 000 m damer
  - Ljudmila Prokasheva - ?